# Awgu
Awgu es una localidad del estado de Enugu, en Nigeria, con una población estimada en marzo de 2016 de 266 300 habitantes.
Se encuentra ubicada en el centro-sur del país, a poca distancia al norte del delta del Níger y de la costa del golfo de Guinea.